# Rapporti di classe
Rapporti di classe è un film del 1983 diretto da Jean-Marie Straub e Danièle Huillet tratto dal romanzo America di Franz Kafka.

## Trama
Ripudiato dai genitori, il giovane Karl Roßmann emigra negli Stati Uniti all'inizio del XX secolo. Appena arrivato in America, ancora a bordo della nave, incontra per caso un ricco zio americano. Questi si prende cura di Karl e lo sponsorizza. Tuttavia, quando fa un favore a uno degli amici dello zio, quest'ultimo lo caccia dalla porta. Karl si sposta con Delamarche e Robinson, conosciuti in una locanda, per trovare lavoro. Trova un lavoro come ragazzo dell'ascensore in un hotel. Ma perde di nuovo la testa dopo aver portato con sé Robinson ubriaco nel dormitorio. Viene persino accusato di furto e ubriachezza. Nel corso del tempo, a Karl accadono altre disgrazie e deve subire molte umiliazioni. Alla fine, Karl finisce in un teatro dell'Oklahoma, dove svolge dapprima un semplice lavoro tecnico.